# Binta Senghor
Pour les articles homonymes, voir Senghor.
Binta Senghor, née le 4 août 1992, est une lutteuse sénégalaise.

## Carrière
Binta Senghor remporte la médaille de bronze en moins de 63 kg aux Championnats d'Afrique 2014 à Tunis et la médaille de bronze en moins de 69 kg aux Championnats d'Afrique 2015 à Alexandrie.